# Persona: Trinity Soul
A Persona: Trinity Soul (ペルソナ 〜トリニティ・ソウル〜; Hepburn: Perusona ~Toriniti Sōru~; magyaros átírással Peruszona ~Toriniti Szóru~) japán animesorozat, amely a Persona 3 PlayStation 2-es játék folytatása, és az után 10 évvel játszódik. Az Aniplex rendezte az A-1 Pictures stúdióban. Japánban először az MBS, a Tokyo MX és a BS11 csatornán sugározták 2008. január 5-étől.

## Történet
A Persona: Trinity Soul tíz évvel a Persona 3 után játszódik Ayanagiban. A rendőrök az „Apathy Syndrome” nevű betegség miatt nyomoznak. Tíz évvel ezelőtt ebben a várost egy földrengés döntötte romba.
Shin és Jun Kanzato visszaköltözik Ayanagiba a bátyjukhoz Ryōhoz. Ryō a város főnyomozója. A három testvér tíz éve látta egymást.
A baleseteknek Keisuke Komatsuburához van köze aki az magáénak akarja az összes Personát.

## Szereplők

### A Kanzato család
Shin Kanzato (神郷 慎; magyaros átírással Kanzato Sin)
Kor: 17
Szinkronhangja: Nobuhiko Okamoto  (japán)
A 17 éves főszereplő. Másodéves a Naginomori Gakuen Középiskolában. A nyakában mindig az apjára emlékeztető tárgyat hordja. Miután a szülei és a húga meghalt ő és Jun a nénikéjüknél lakott Tokióban. Shin gyakran szokott rajzolni és agyagfigurákat készíteni. A rajzai Personákat ábrázolnak. A születésnapja január 19-én van. Vércsoportja: A.
Personája : Abel (アベル; Hepburn: Aberu)
Ryō Kanzato (神郷 諒; magyaros átírással Kanzato Rjó)
Kor: 28
Szinkronhangja: Takehito Koyasu  (japán)
Shin és Jun bátyja. 28 éves. A testvéreivel látszólag nem foglalkozik, állandóan dolgozik. Ő lett Japánban a legfiatalabb főnyomozó. A 'Reverse' ügyben minden fontosabb információt megtart magának. A születésnapja december 18-án van. Vércsoportja: A.
Personája : Cain (カイン; Hepburn: Kain)
Jun Kanzato (神郷 洵; magyaros átírással Kanzato Dzsun)
Kor: 14
Szinkronhangja: Miyuki Sawashiro  (japán)
Ő a legfiatalabb a három testvér közül. Harmadéves a Naginomori Gakuen Iskolában. Négy éves korában a szülei meghaltak. Volt egy ikertestvére Yuki. Hallja az emberek gondolatait, érzéseit. Van egy seb a homlokán. Ez a seb akkor keletkezett amikor őt és Yukit műtötték. Ez tíz évvel ezelőtt történt és Yuki agyának egy darabját átültették Junba, hogy ne haljon meg (Ryō döntött így). A születésnapja február 4-én van. Vércsoportja: A.
Personája : Seth (セト; Hepburn: Seto; magyaros átírással Szeto)
Yuki Kanzato (神郷 結祈; magyaros átírással Kanzato Juki)
Kor: ? (valószínűleg 4 éves korában halt meg)
Szinkronhangja: Miyuki Sawashiro  (japán)
Jun ikertestvére. A szüleivel együtt tíz évvel ezelőtt halt meg. Az agyának egy darabja Jun fejében van. Néha átveszi Jun teste felett az irányítást.
Haruka Kanzato (神郷 遥; magyaros átírással Kanzato Haruka)
Szinkronhangja: Fumi Morisawa  (japán)
A Kanzato testvérek édesanyja. Könyveket készített. A „Whale Feather” című könyvét Yukinak adta. Tíz éve halt meg Ayanagiban amikor Ayane Personája megölte.
Shigeru Kanzato
A Kanzato testvérek apja. Ő is könyveket készített. A feleségével együtt halt meg amikor Ayane Personája megölte őket. Komatsubara kutatásaiban is részt vett.

### Naginomori Gakuen
Takurō Sakakiba (榊葉拓朗; magyaros átírással Szakakiba Takuró)
Kor: 17
Szinkronhangja: Hideki Tasaka  (japán)
Shin egyik osztálytársa. Neki is van Personája. Erre Shin miatt jött rá. Nem tudja a Personáját irányítani. Ő is álmodott Igorról mint Shin is.
Personája: Spartacus (スパルタクス; Hepburn: Suparutakusu; magyaros átírással Szupartakuszu)
Megumi Kayano (茅野めぐみ; magyaros átírással Kajano Megumi)
Kor: 17
Szinkronhangja: Kana Asumi  (japán)
Shin osztálytársa. Egy étteremben látta először Shint. Egy utcai táncos csapat tagja. Nem szereti a Personáját előhívni és a társaira is mérges amikor ezt ők teszik. Megumi akkor ébredt rá, hogy van Personája amikor a bátyja meghalt egy balesetben. Magát okolja bátyja haláláért.
Personája: Diana (ディアナ; Hepburn: Diana)
Kanaru Morimoto (守本叶鳴; magyaros átírással Morimoto Kanaru)
Kor: 17
Szinkronhangja: Mai Nakahara  (japán)
Shin, Megumi, és Takurō osztálytársa. „Rászokott” a Personájának előhívásásra. Memóriazavarokkal küzd. Szerelmes Shinbe. Ő is egy olyan robot mint Aigis volt a Persona 3-ban.
Kanarunak két Personája is van. Ashtoreth ahhoz a Kanaruhoz tartozik aki megbízik a Marebitóban. Az „igazi” Personája Astarte akkor jön elő amikor a Marebito Kanaru barátaival harcol. A Personája nem hasonlít a többiekére (a többieké emberekhez hasonló az övé pedig medúzához hasonló). Megumi azt mondta erre, hogy Kanarunak „baba Personája” van.
Personája: Ashtoreth (ディアナ)
Astarte (ディアナ)
Yumi Tasaka (田坂悠美; magyaros átírással Taszaka Jumi)
Szinkronhangja: Fumie Mizusawa  (japán)
Megumi egy utcai táncos. A „Reverse” ügy ideje alatt a rendőrök védték. Yūji majdnem elvette a Personáját de Ryō megmentette. A Personája megsérült ő pedig sokkot kapott és kórházba került.
Tōru Inui (戌井暢; magyaros átírással Inui Tóru)
Szinkronhangja: Tomokazu Seki  (japán)
A kollégium gondnoka. Van egy kutyája pedig ez nem megengedett a kollégiumban. Van egy felvétele amin Personák harcolnak. Nagyon sokat tud a Personákról. Egy pisztolyt hord a kabátjában, de ezt soha nem használta. Valószínűleg ő Ken Amada a Persona 3-ból.
Mayuri Yamazaki (山咲まゆり; magyaros átírással Jamazaki Majuri)
Szinkronhangja: Mayumi Sako  (japán)
Kanaru barátnője. Kanaruval élt egy régebben. A Naginomori Gakuen Középiskolában különös dolgok történnek miután ott tanult. Az igazi neve Saki Tachibana. A Marebito egyik tagja.

### Ayanagi Rendőrség
Eiko Nikaido (二階堂映子; magyaros átírással Nikaido Eiko)
Szinkronhangja: Sanae Kobayashi  (japán)
Egy orvosszakértő. Az Ayanagi Rendőrkapitányságnak dolgozik. A Kanzato család régi barátja. Shin szerelmes Eikóba pedig tudja, hogy Ryōt szereti. A „Reverse” üggyel kapcsolatos eseteken dolgozik.
Kunio Itō (伊藤久仁雄; magyaros átírással Itó Kunio)
Szinkronhangja: Hisao Egawa  (japán)
Ryōt azzal gyanúsítja, hogy rejteget valamit a „Reverse” üggyel kapcsolatban. Az „Apathy Syndrome” után nyomozik. Valószínűleg Ryotaro Dojima (Persona 4) „prototípusa”.
Tomohiro Narasaki (楢崎智弘; magyaros átírással Naraszaki Tomohiro)
Szinkronhangja: Yoshihisha Kawahara  (japán)
Az Ayanagi Rendőrkapitányság egyik nyomozója. Körülbelül két méter magas. Itōval dolgozik együtt. Ryōt majd később a Naginomori Gakuen tanulóit figyeli meg. Valószínűleg Tohru Adachi (Persona 4) „prototípusa”.
Kubo (クボ)
Szinkronhangja: Hiroshi Naka  (japán)
Ayanagi Rendőrkapitányság rendőrkapitány helyettese.

### A többiek
Nekik is van Personájuk (de valószínűleg nem „természetes” módon „szerezték”). El tudják „lopni” más emberek Personáját. Ezt a csoportot Marebitonak hívják ami annyit jelent, hogy „kívülállók”.
Tōma Shikura (紫倉統馬; magyaros átírással Sikura Tóma)
Szinkronhangja: Daisuke Namikawa  (japán)
Ryō megölte, de valahogy visszahozták az élők közé. A halálát titokban tartották.
Personája: Nebuzaradan
Yūji Kimoto (紀本祐史; magyaros átírással Kimoto Júdzsi)
Szinkronhangja: Nobuo Tobita  (japán)
A Personája ki tudja szívni más emberekét. Miután Shin legyőzi elveszíti Personáját. Ő a Marebito leggyengébb tagja, gyakran vesz be gyógyszereket (azért, hogy irányítani tudja a Personáját). Mellékállásban lufikat árul medve jelmezben. Mariya végezte ki miután megpróbált megszökni tőlük.
Personája: Utnapishtim
Sōtarō Senō (瀬能壮太郎; magyaros átírással Szenó Szótaró)
Kor: 16
Szinkronhangja: Motoki Takagi  (japán)
Nem szeret társaságban „dolgozni”. Az ő Personája is ki tudja szívni másokét. Sōtarō megsérült amikor Shinnel harcolt. A 22. részben meghal.
Personája: Gukyo
Saki Tachibana (橘花沙季; magyaros átírással Tacsibana Szaki)
Szinkronhangja: Mayumi Sako  (japán)
A Marebito egyetlen női tagja. Saki nyugodt és csendes. Szerelmes Tōmába. Personáját elveszítette a Shinnel való harcban. A Naganomori Gakuen Középiskolában cserediákként jelenik meg Mayuri Yamazaki néven. Az iskolában történt különös eseteket a Personája miatt történnek. Jun Personája miatt jár iskolába. Elrabolja Junt ezzel felébresztve Kanaru Personáját. A 22. részben megölik.
Personája: Nebuchadnezzar
Taiichi Udo
Szinkronhangja: Hiroki Yasumoto  (japán)
Egy magas, izmos ember.
Personája: Hermóðr
Mariya Kujou (マリヤ・クジョウ; magyaros átírással Kudzsou Marija)
Szinkronhangja: Nobuyuki Katsube  (japán)
Egy tolószékes férfi. A Marebito vezetője. Többször meghalt. Shin Personája nagyon érdekli. Az „eredeti” neve Keisuke Komatsubara.
Personája: Gozanze (ゴウザンゼ; Hepburn: Gouzanze)

### Visszatérő szereplők
Akihiko Sanada (さなだ あきひこ)
Szinkronhangja: Hikaru Midorikawa  (japán)
Ryōval telefonon beszélget az első részben. A rendőrségnél dolgozik. A Persona 3 egyik főszereplője. A 14 részben lehetett először látni a rendőrségnél a liftben, majd később amikor Inuival beszélget a Marebitoról.
Personája: Polydeuces (ポリデュークス; Hepburn: Poridyuukusu; magyaros átírással Poridiuukusu)
 Caesar (カエサル; Hepburn: Kaesaru; magyaros átírással Kaeszaru)
Igor (イゴール; Hepburn: Igōru; magyaros átírással Igóru)
Szinkronhangja: Isamu Tanonaka  (japán)
Egy idős férfi aki Shinnek és Junnak jósként mutatkozott be. A Persona játékok fontos szereplője, nála lehet Personákat kombinálni.

### Egyéb szereplők
Ayane Komatsubura
Szinkronhangja: Mamiko Noto  (japán)
Egy vörös hajú lány aki a Kanzato testvérek előtt szokott megjelenni. „Bálnatollak” (Whale's Feather egy könyv amit Haruka és Shigeru Kanzato készített) veszik körül. Amikor megpróbálják lelőni vagy ketté vágni eltűnik egy „bálna toll felhőben”. Később kiderül, hogy Keisuke Komatsubara lánya. Ő okozta a tíz évvel ezelőtti katasztrófát.
A nevét először Jun tudja meg egy „randi” alatt. El tudja érni, hogy Jun ne tudja előhívni a Personáját. Az ereje a „tollakból” származik. Az apja egy klónt hozott létre belőle, ezt Jun legyőzte.
Personája: Aditi/Devi

## Zenék
- Első opening: Kita Súhei (喜多; Hepburn: Shūhei Kita?): Breakin' Through (1-13. rész, azért mert megnyerte az Animax Anison Grand Prixt).[4][5]
- Első ending: Nana Kitade (北出 菜奈?): Suicides Love Story (1-13. rész)
- Második opening: Flow: World of the Voice (14-26. rész).
- Második ending: Yumi Kawamura (川村 ゆみ; magyaros átírással Kawamura Jumi?): Found Me (14-26. rész).

Az anime zenéjét Taku Iwasaki komponálta. Az Aniplex adta ki 2008. július 2-án Persona ~Trinity Soul~ Original Soundtrack (ペルソナ ～トリニティ・ソウル～ オリジナル・サウンドトラック) néven.
| 1.  | Der Mond zeigt mir meine eigne Gestalt ~from Heine's "Doppelganger"~ | 3:51 |
| 2.  | Trinity Soul                                                         | 2:54 |
| 3.  | Still Moment                                                         | 2:46 |
| 4.  | Hidden Truth                                                         | 2:48 |
| 5.  | Reverse the Destiny                                                  | 4:33 |
| 6.  | Marebito                                                             | 3:59 |
| 7.  | Awaken the Power of the Soul                                         | 4:58 |
| 8.  | Just Another Day                                                     | 1:55 |
| 9.  | Burning Soul in Tears                                                | 2:37 |
| 10. | Quiet Determination                                                  | 3:01 |
| 11. | Living in the Dark...                                                | 3:04 |
| 12. | Marebito [Another Remix]                                             | 2:42 |
| 13. | Shock!!                                                              | 3:28 |
| 14. | Fall in Decay                                                        | 2:59 |
| 15. | Nightmare                                                            | 2:55 |
| 16. | Turning Point                                                        | 2:45 |
| 17. | Fraternal Love                                                       | 3:02 |
| 18. | Mellow Dream                                                         | 1:35 |
| 19. | Der Mond zeigt mir meine eigne Gestalt [Another Version]             | 2:01 |
| 20. | Between Consciousness and Unconsciousness                            | 2:39 |
| 21. | Dead End                                                             | 3:28 |

| 1.  | Trinity Soul [Piano Version] | 2:17 |
| 2.  | Old Wise Man                 | 2:31 |
| 3.  | Greatmother                  | 2:20 |
| 4.  | A Visitor                    | 2:35 |
| 5.  | Soul Drive                   | 4:28 |
| 6.  | Eternity                     | 2:17 |
| 7.  | Time Limit                   | 1:49 |
| 8.  | Prelude to Destruction       | 3:23 |
| 9.  | Solitude                     | 2:37 |
| 10. | Labyrinth of the Mind        | 2:01 |
| 11. | Assault                      | 2:23 |
| 12. | Passion & Passion            | 2:30 |
| 13. | Rebirth of Destiny           | 2:43 |
| 14. | Soul Embraced by the Wind    | 2:19 |
| 15. | Abyss of Despair             | 2:44 |
| 16. | Gynoid                       | 3:06 |
| 17. | A Prayer to Conclude         | 2:46 |
| 18. | Frontier                     | 3:48 |
| 19. | Memories                     | 2:32 |
| 20. | Somewhere                    | 3:38 |
| 21. | Found Me                     | 4:41 |